# Theophilus Beckford
Theophilus Beckford (Trenchtown, Kingston, Jamaica, 1935 – aldaar, 19 februari 2001) was een Jamaicaanse pianist wiens werk mede aan de basis stond van de transitie van rhythm-and-blues naar wat nu de Jamaicaanse ska is.
Hij is vooral bekend van sessiewerk voor Clue J & His Blues Blasters, producer Coxsone Dodd, Duke Reid, Prince Buster, Leslie Kong en Clancy Eccles.

## Loopbaan
Beckford werd aanvankelijk geïnspireerd door bluesartiesten als Rosco Gordon en Fats Domino. Hij begon zijn muzikale carrière als pianist bij lokale calypso acts en de combinatie van deze ervaringen definieerden de zijn herkenbare sound. Zijn manier van pianospelen was een van de invloeden op het ontstaan van ska aan het einde van de jaren vijftig. In 1959 had Beckford onder het label van Worldisc een grote hit met het nummer Easy Snappin, dat hij al in 1956 had opgenomen. Het nummer wordt gezien als een voorloper van ska. Meer hits als Jack & Jill Shuffle volgden.
Omdat Beckford voor deze hits, hoewel hij deze hits zelf geschreven en opgenomen had, geen royalty's ontving, richtte hij in 1960 zijn eigen platenlabel King Pioneer op.

## Overlijden
Theophilus Beckford overleed op 19 februari 2001 als gevolg van verwondingen aan zijn hoofd door een machete, die hij had opgelopen na een ruzie met een buur in de Washington Gardens van Kingston.
- Bibliothèque nationale de France: cb13965898b (data)
- International Standard Name Identifier: 0000 0003 8222 2047
- Library of Congress Control Number: no2006069191
- MusicBrainz: 5d0c72a9-b102-4165-a0eb-b116b058c5c8
- Nationale Bibliotheek van Tsjechië: xx0072404
- Système universitaire de documentation: 157338541
- Virtual International Authority File: 264337185
- WorldCat: E39PBJdMdX6BkhdMHRBMdvx4bd